# Universidade Kim Il-sung
A Universidade Kim Il-sung, fundada em 1 de outubro de 1946, foi a primeira universidade erguida na Coreia do Norte. 

## História
A criação da Universidade foi decidida em julho de 1946, pelo Partido dos Trabalhadores da Coreia. Localizada em Pionguiangue, a capital da nação, ela carrega o nome de Kim Il-Sung, o líder-fundador do país.
As exigências para ingresso na Universidade Kim Il-sung incluem um recomendação do diretor da escola secundária do pretendente, bem como de um membro do Partido dos Trabalhadores da Coreia. A admissão é baseada em três critérios: graus acadêmicos, vida em aderência ao Partido e à sociedade e o status do pretendente. Este último critério é determinado pelo grau de envolvimento da família do aluno no Partido e se essa era considerada "proletária" durante a época da criação do Partido.

## Departamentos
A Universidade possui dois departamentos, o de ciências sociais e o de ciências naturais. O tempo de graduação para o primeiro é de quatro anos e para o segundo, cinco.

### Ciências sociais
- História
- Filosofia
- Governo e economia
- Direito
- Língua coreana
- Língua estrangeira

### Ciências naturais
- Física
- Matemática
- Ciência da computação
- Biologia
- Geografia
- Química
- Geologia
- Energia atômica
- Automação

## Alunos notáveis
- Kim Jong-il
- Zhang Dejiang